# Laura Ginès
Laura Ginès Bataller (Gerona, 1975) es una directora de cine experimental y de animación española.

## Biografía
Laura Ginès es graduada en Arte y Diseño por la Universidad Autónoma de Barcelona. Ha presentado y proyectado su trabajo en centros de referencia internacional como el Anthology Film Archives de Nueva York, el Museo Reina Sofía de Madrid, o la San Francisco Cinematheque, y algunos de sus films forman parte del Archivo Xcèntric del Centro de Cultura Contemporánea de Barcelona dedicado al cine experimental. Imparte docencia sobre narrativa visual en Elisava, Escuela de Diseño e Ingeniería de Barcelona y ha sido invitada a centros y acontecimientos como el festival Vienna Shorts, la Kunsthochschule für Medien Köln o la Animac, Muestra Internacional de Cine de Animación de Cataluña. Dos de sus piezas han formado parte de la web serie Mon œil, que produce el Centro Pompidou de París. Es miembro de A Home In Progress Film, un proyecto educativo independiente que produce películas colectivas de animación. Actualmente (2020) trabaja en la producción y desarrollo de diversos documentales animados.
Ha sido galardonada en varias ocasiones con los Premios Junceda de la Asociación Profesional de Ilustradores de Cataluña.